# Fahnenstock
Fahnenstock är en bergstopp i Schweiz. Den ligger i distriktet Wahlkreis Sarganserland och kantonen Sankt Gallen, i den östra delen av landet, 140 km öster om huvudstaden Bern. Toppen på Fahnenstock är 2 612 meter över havet, eller 119 meter över den omgivande terrängen. Bredden vid basen är 0,33 km.
Terrängen runt Fahnenstock är huvudsakligen bergig, men den allra närmaste omgivningen är kuperad. Närmaste större samhälle är Sargans, 16,3 km nordost om Fahnenstock.
Trakten runt Fahnenstock består i huvudsak av gräsmarker. Runt Fahnenstock är det ganska glesbefolkat, med 23 invånare per kvadratkilometer.